# Estreito de Ombai
O estreito de Ombai (indonésio: Selat Ombai) é o estreito que separa o Arquipélago de Alor das ilhas de Wetar, Ataúro, e Timor nas Ilhas Menores de Sonda. Wetar, o Arquipélago de Alor e a parte ocidental de Timor são parte da província indonésia de Nusa Tenggara Oriental, enquanto Ataúro e a parte oriental de Timor são território de Timor-Leste. 
O estreito liga o Mar de Banda a norte com o Mar de Savu a sudoeste.